# Semana Santa en Archena
La Semana Santa de Archena es el conjunto de actos, festividades y encuentros realizados en la localidad con relación a la Semana Santa y la Cuaresma.

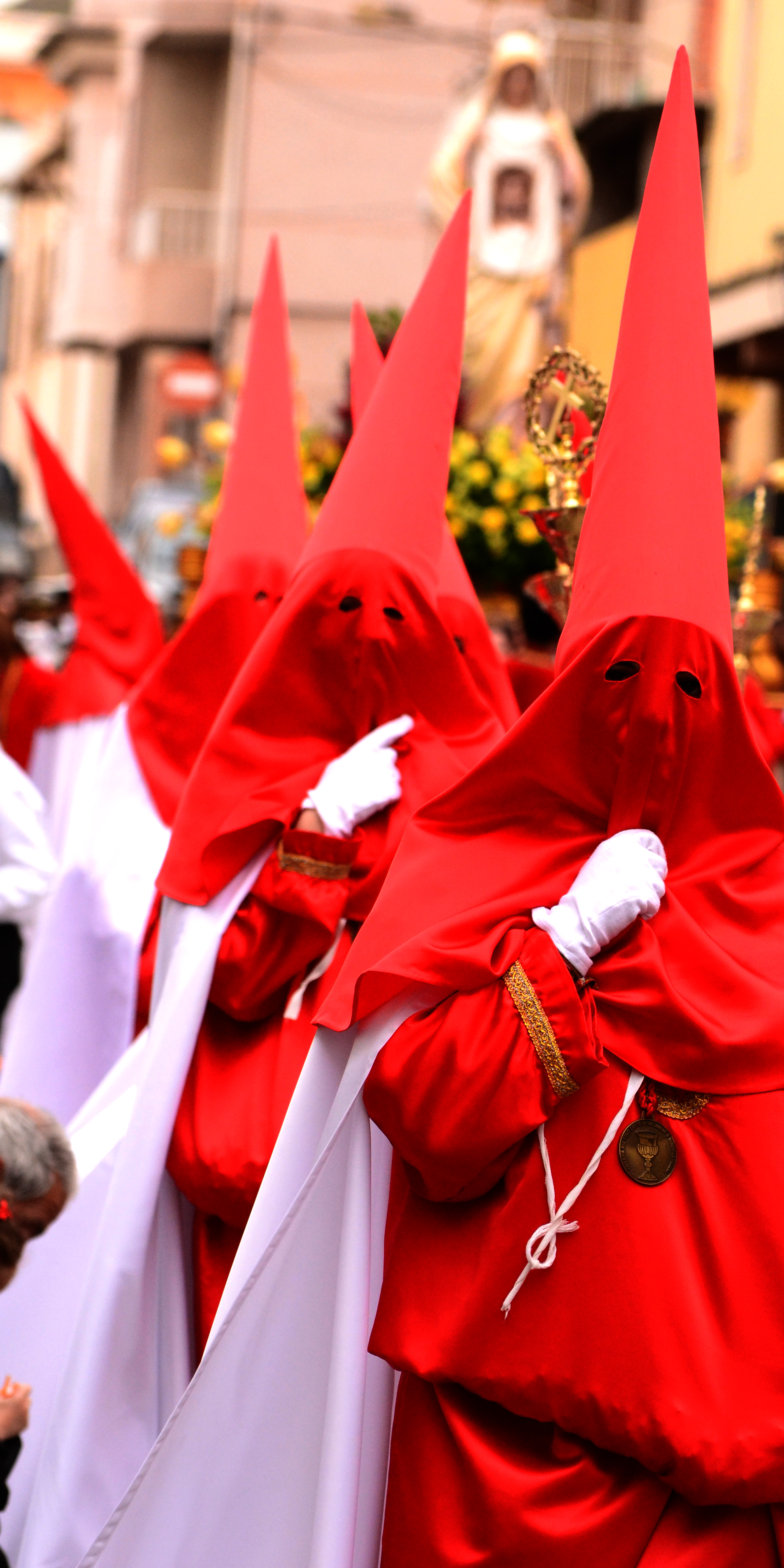
Nazarenos de la Cofradía del Cristo de la Sangre desfilando en Viernes Santo. Fotografía: José Ignacio Carrasco

Los actos conmemorativos de la Pasión de Cristo en Archena vienen teniendo lugar desde hace 500 años aproximadamente. Y siguen vigentes en nuestros días gracias a la paciencia y esfuerzo de sus vecinos y su Cabildo Superior de Cofradías. Fue declarada de interés turístico regional en 1995

### Síntesis histórica

#### SigloXV-XVII: Aparición y expansión de las cofradías.
El origen de la Semana Santa de Archena y de sus cofradías no está del todo claro según diversos historiadores, debido a la escasez de fuentes directas de esta época. Desde inicios del siglo XV se conoce la existencia de la Semana Santa en Archena gracias a dos eventos documentados en los archivos: la celebración de la cuaresma y de la procesión de Domingo de Ramos, la cual se realizaba con palmas.
Aunque no se conoce el año exacto, durante el siglo XVI se incorporó la procesión de Jueves Santo. En la misma, procesionaban penitentes recorriendo las estaciones del Via crucis. Al finalizar la procesión se realizaba el "lavatorio", acto en el que se sanaba las heridas que se producían los penitentes al flagelarse o completar el recorrido con las rodillas desnudas. Las curas se efectuaban con vino.
La procesión se realizaba Jueves Santo por la tarde, desde la Parroquia de San Juan Bautista hasta la calle Calvario. Una cruz de guía de plata portada por el "sacristán" (o su ayudante) abría la procesión, tras ella los "hermanos de sangre"(penitentes) y los "hermanos de luz" (quienes portaban las velas, y realizaban el "lavatorio"), a continuación el Crucificado, y, por último, la autoridad eclesiástica.
En este mismo siglo nace la primera Cofradía, la de Jesucristo Crucificado, que desfilaba únicamente con la cruz desnuda hasta 1644, a partir de entonces con un Cristo Crucificado.

#### SigloXVIII
Este siglo se caracterizó en la villa de Archena por suponer un despegue económico y demográfico, que se materializó, sobre todo, en las arcas de la iglesia, con lo que a mediados del mismo, en 1744 (aunque se cree que pudo ser antes), nace una nueva Cofradía, la de Nuestro Padre Jesús Nazareno, la más antigua de las actuales.
En 1977 Carlos III ordenó la supresión de los penitentes, como consecuencia nacieron los "nazarenos" como los conocemos hoy en día.
A finales de siglo el pueblo manifestó sus deseos de adquirir una imagen de la Virgen de los Dolores para colocarla en la iglesia, los cuales fueron satisfechos por parte del concejo.
Con todo esto la procesión archenera ya contaba con tres "pasos", y se organizaban de manera en que el cortejo procesional se abría con la Cruz de guía parroquial, seguida del Nazareno, tras él, el Crucificado, y, por último, la Dolorosa.
Se cree que fue hacia la misma época cuando se empezó a celebrar los desfiles de Viernes Santo.

#### SigloXIX
Es en este siglo cuando se producen grandes cambios en la Semana Santa de la localidad. A las procesiones de Domingo de Ramos, Jueves Santo, Viernes Santo (mañana y noche)se suma la de Domingo de Resurrección, en la que empieza a utilizar pólvora y se disparan castillos de artificio, en el "encuentro glorioso", al final de la misma. Además se crea la Banda de música municipal, que pasa a convertirse en uno de los alicientes de los cortejos procesionales y aún hoy sigue siéndolo.
Nacen dos nuevas Cofradías a finales de siglo, la Cruz de la Redención, actualmente conocida como Cofradía de la Cruz de los Espejos. Se trataba de una gran cruz de madera, que sustituía a la Cruz de Guía parroquial, acompañada de nazarenos con túnica blanca. Y la Cofradía de San Juan Evangelista, la cual procesionaba con la imagen de San Juan acompañada de nazarenos con túnica verde. Dos Cofradías no iban acompañadas de nazarenos, la del Santísimo Crucificado, acompañada de penitentes, y la Dolorosa, acompañada por "las Hijas de María".
En el último cuarto de siglo aparece la Centuria Romana, más conocidos en la localidad como "los armaos".que años después organizan una banda de tambores y cornetas. Estos son muy admirados, sobre todo, por la realización de "los puntos" en Viernes Santo por la mañana, en cada estación del Vía Crucis.

#### SigloXX
En este siglo distinguimos cuatro etapas:
- 1ª) En esta etapa la apenas se aprecian cambios. Salvo la procesión de Jueves Santo que deja de celebrarse dicho día y se pasa a Miércoles Santo, y la presencia del grupo de fuerza armada de caballería procedente de la Residencia Militar, que, desde 1915 se unen al cortejo acompañando el Santo Sepulcro.

Cabe destacar el estreno del encendido eléctrico de las calles Archeneras, que se produce con motivo de la Semana Santa en 1928.
- 2ª) La guerra civil (1936-1939).

Debido a la guerra se suspenden las procesiones, que ya no se celebrarían hasta 1940. Durante la misma son destruidas todas las imágenes que procesionaban, salvo la Cruz, que aunque fue escondida, quedó bastante deteriorada y tuvo que ser reparada.
- 3ª) Tras la guerra (1940-1970)

Se reacciona a la destrucción de las imágenes de manera masiva, pues tras finalizar la guerra comienzan a encargarse reproducciones o imágenes nuevas por parte de las Cofradías existentes. Además, desde entonces hasta nuestros días, se suceden los nacimientos del resto de Cofradías que desfilan actualmente.

### Cofradías

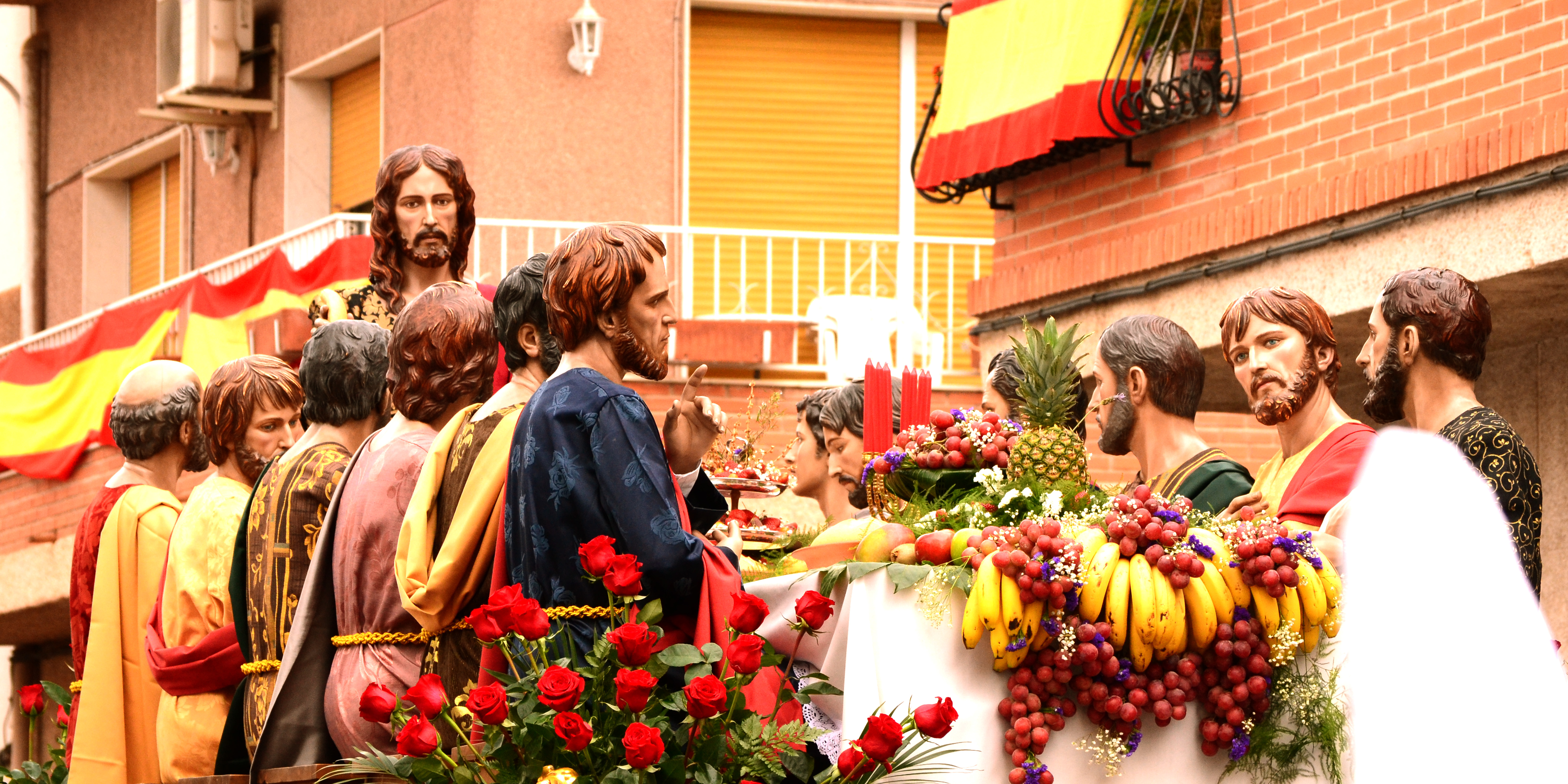
La Santa Cena de José Hernández desfilando en La procesión del Santo Entierro. Fotografía: José Ignacio Carrasco

| Nombre                                       | Año de nacimiento | Atuendo           |
| -------------------------------------------- | ----------------- | ----------------- |
| Cofradía del Stmo. Cristo del Monte Calvario | 1960              | Amarillo y morado |
| Pasos                                        | Autor             | Año               |
| Cristo Crucificado (articulado)              | Enrique Salas     | 1940              |
| Cruz de la Escalera                          | Enrique Salas     | 1975              |

| Nombre                                                    | Año de nacimiento          | Atuendo |
| --------------------------------------------------------- | -------------------------- | ------- |
| Hermandad de Nuestro Padre Jesús Nazareno y Sto. Sepulcro | 1774                       | Morado  |
| Pasos                                                     | Autor                      | Año     |
| Nuestro Padre Jesús Nazareno                              | Manuel Juan Carrillo Marco | 1944    |
| Ecce Homo                                                 | Manuel Juan Carrillo Marco | 1944    |
| Jesus del Rescate                                         | Manuel Juan Carrillo Marco | 1944    |
| Santa Cena                                                | José Hernández Navarro     | 1993    |
| Santo Sepulcro ("la cama")                                | Carrión                    | 1949    |

| Nombre                                      | Año de nacimiento | Atuendo |
| ------------------------------------------- | ----------------- | ------- |
| Hermandad de la Stma. Virgen de los Dolores | 1965              | Azul    |
| Pasos                                       | Autor             | Año     |
| Virgen de los Dolores                       | González Moreno   | 1942    |

| Nombre                                      | Año de nacimiento                             | Atuendo |
| ------------------------------------------- | --------------------------------------------- | ------- |
| Cofradía de la Stma. Cruz de los Espejos    | 1725                                          | Blanco  |
| Pasos                                       | Autor                                         | Año     |
| Stma. Cruz de los Espejos                   | Reparada por José "de Matías" y Enrique Salas | 1940    |
| San Pedro                                   | José Hernández                                | 1991    |
| Peculiaridades                              |                                               |         |
| Es la única Cofradía que desfila con bocina |                                               |         |

| Nombre                            | Año de nacimiento     | Atuendo      |
| --------------------------------- | --------------------- | ------------ |
| Hermandad de San Juan Evangelista | Finales del siglo XIX | Verde y Rojo |
| Pasos                             | Autor                 | Año          |
| San Juan Evangelista              | Juan Lorente          | 1960         |

| Nombre                                              | Año de nacimiento | Atuendo |
| --------------------------------------------------- | ----------------- | ------- |
| Cofradía de la Verónica y Stmo. Cristo de la Sangre | 1943              | Rojo    |
| Pasos                                               | Autor             | Año     |
| La Verónica (portada exclusivamente por mujeres)    | Talleres de Olot  | 1943    |
| Stmo. Cristo de la Sangre                           | Juan Hernández    | 1960    |
| La Samaritana                                       | Juan Lorente      | 1968    |

| Nombre                                                          | Año de nacimiento          | Atuendo      |
| --------------------------------------------------------------- | -------------------------- | ------------ |
| Real Cofradía del Stmo. Cristo del Perdón                       | 1947                       | Rojo y negro |
| Pasos                                                           | Autor                      | Año          |
| Stmo. Cristo del Perdón                                         | Enrique Salas              | 1948         |
| Cristo amarrado a la columna                                    | Manuel Juan Carrillo Marco | 1958         |
| La Oración del Huerto                                           | José Hernández Navarro     | 1987         |
| Stma. Virgen de la Soledad (portada exclusivamente por mujeres) | José Hernández Navarro     | 1988         |

| Nombre                          | Año de nacimiento               | Atuendo         |
| ------------------------------- | ------------------------------- | --------------- |
| Hermandad del Cristo Resucitado | 1987                            | Blanco y dorado |
| Pasos                           | Autor                           | Año             |
| Cristo Resucitado               | José Antonio Hernández Navarro. | 2002            |

| Nombre                                   | Año de nacimiento | Atuendo        |
| ---------------------------------------- | ----------------- | -------------- |
| Cofradía del Stmo. Cristo del Gran Poder | 1988              | Negro y dorado |
| Pasos                                    | Autor             | Año            |
| Stmo. Cristo del Gran Poder              | Carmen Carrillo   | 1988           |
| Descendimiento de Jesús                  | Talleres de Olot  | 1995           |

| Nombre                                                         | Año de nacimiento      | Atuendo |
| -------------------------------------------------------------- | ---------------------- | ------- |
| Cofradía del Stmo. Cristo de la Agonía y Stma. María Magdalena | 1994                   | Granate |
| Pasos                                                          | Autor                  | Año     |
| Stmo. Cristo de la Agonía                                      | Carmen Carrillo        | 1994    |
| Stma. María Magdalena                                          | Antonio Labaña Serrano | 2000    |

| Nombre                     | Año de nacimiento      | Atuendo |
| -------------------------- | ---------------------- | ------- |
| Cofradía de Ánimas         | 2002                   | Marrón  |
| Pasos                      | Autor                  | Año     |
| Stmo. Cristo de las Ánimas | José Hernández Navarro | 2006    |

| Nombre                                                                    | Año de nacimiento     | Atuendo      |
| ------------------------------------------------------------------------- | --------------------- | ------------ |
| Cofradía Santas Mujeres de Jerusalem                                      | 2013                  | Negro y rosa |
| Pasos                                                                     | Autor                 | Año          |
| Nuestra Señora del Consuelo y Santas Mujeres Camino al Sepulcro           | Ramón Cuenca Santo    | 2014         |
| Santa María de Cleofás y Santa María Salomé conocen la Nueva Resurrección | Dimás Molina Carrillo | 2012         |

#### Bandas de tambores y cornetas
- Banda de la Stma. Cruz de los Espejos.

- Banda O.J.E Archena.
- Tambores y Bombos San Juan Evangelista Archena

- Banda de la Centuria Romana.

### Procesiones
- Viernes de Dolores

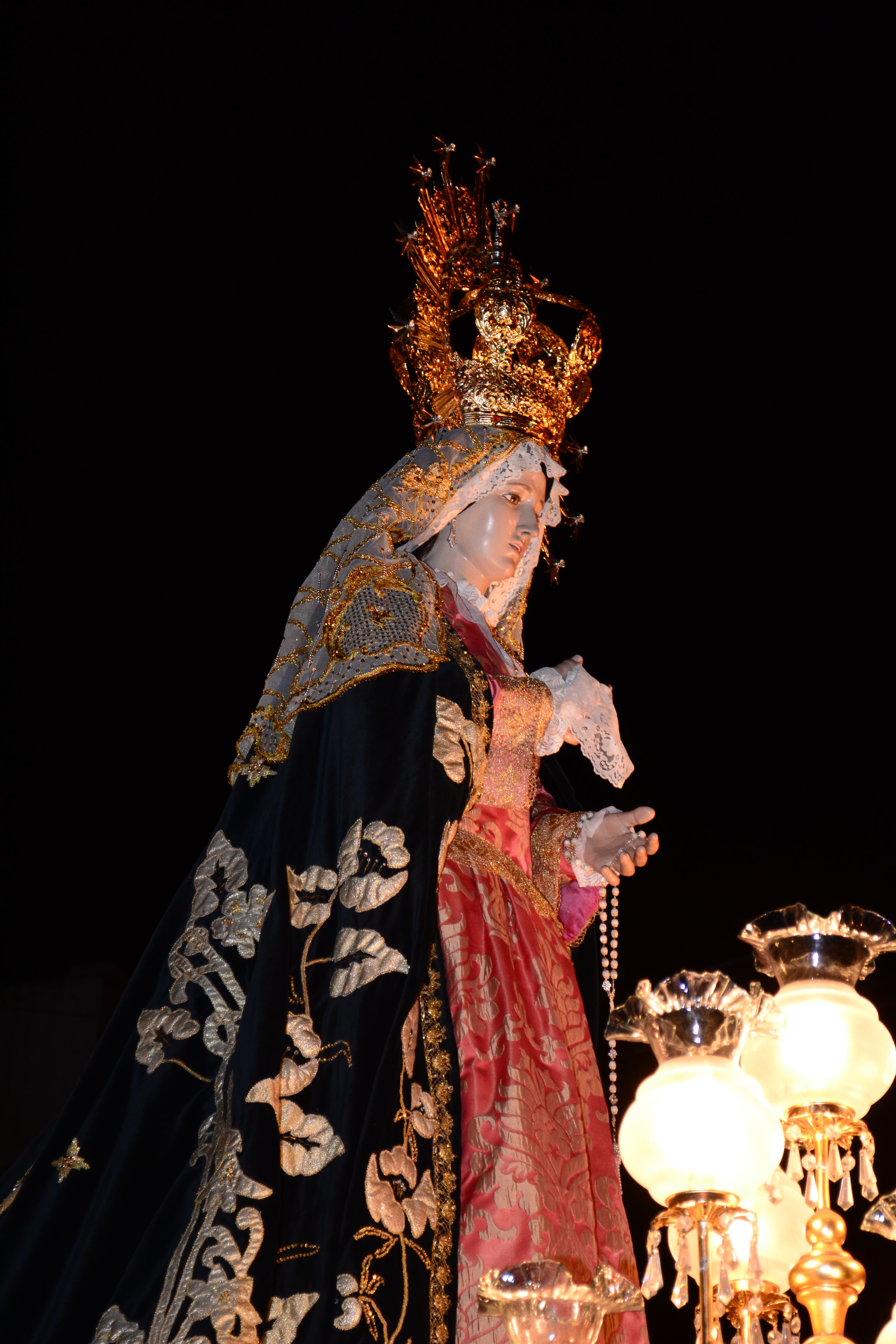
Stma. Virgen de la Soledad en la Procesión del Perdón. Fotografía: José Ignacio Carrasco

Procesión Vía Crucis con la imagen de la Stma. Virgen de los Dolores.
- Domingo de Ramos

Procesión de las palmas.
- Lunes Santo

Vía Crucis desde la Parroquia del Corpus Christi - La Purísima.
- Martes Santo

Procesión del Perdón.
- Miércoles Santo

Procesión del Prendimiento.
- Jueves Santo

Procesión del Silencio.
- Viernes Santo

- Mañana:
Procesión del Encuentro Doloroso.
- Noche:
Procesión del Santo Entierro.
- Sábado Santo

Procesión del Descendimiento de Cristo a los Infiernos. (Se realiza a las 4:00 a. m., desde el Monte Ope).
- Domingo de Resurrección.

Encuentro Glorioso y Procesión del Resucitado.

### Actos extraprocesionales
- El Desenclavamiento

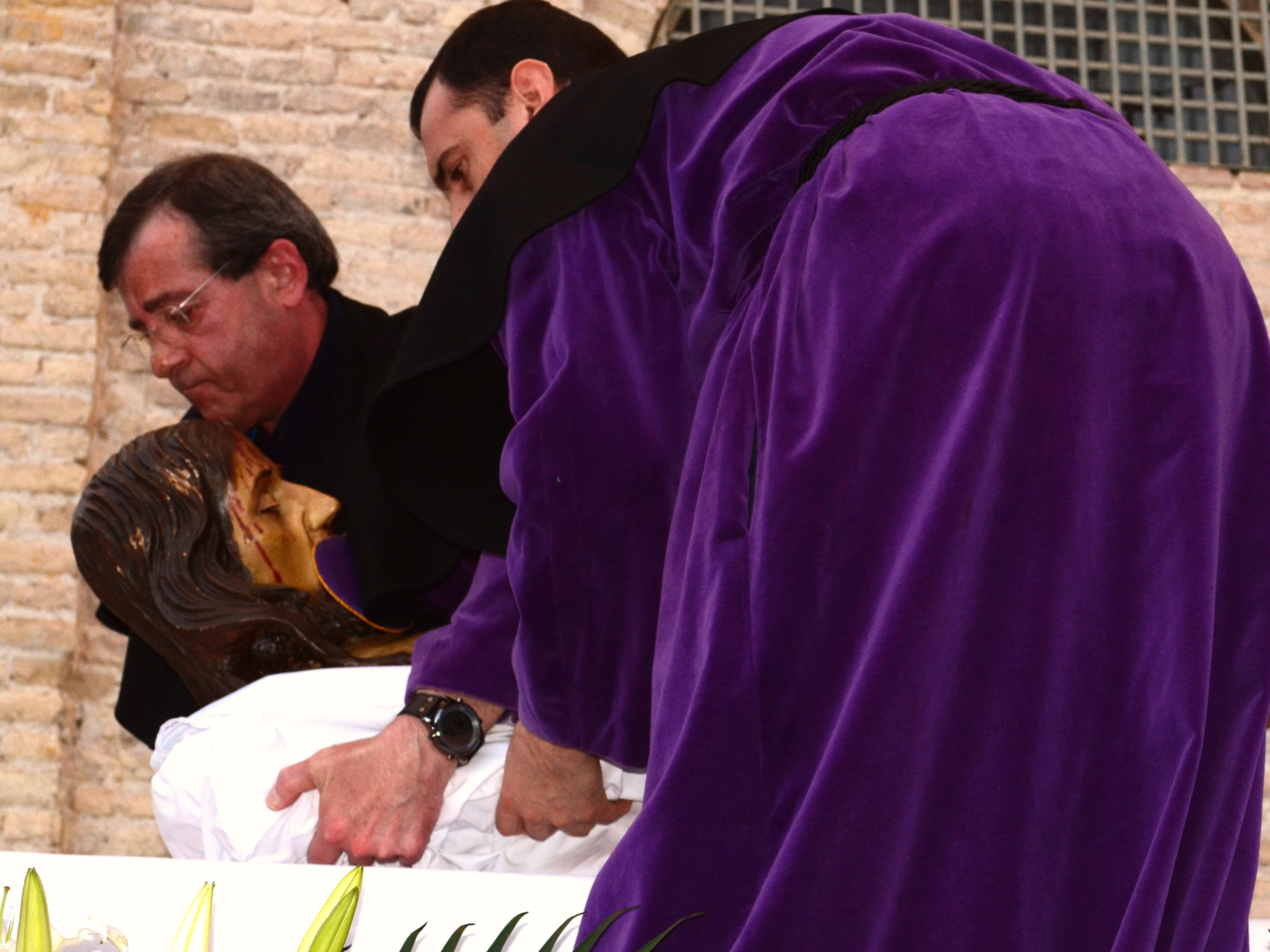
Cofrades de "Nuestro Padre Jesús Nazareno depositando el Cristo de Salas en "La Cama"

Acto en el que se representa la bajada de Cristo de la Cruz y la depositación del Cuerpo yacente en el Sepulcro. El acto se realiza en Viernes Santo por la tarde en la plaza de la Iglesia de San Juan Bautista, y es llevado a cabo por miembros de la Cofradía del Stmo. Cristo del Monte Calvario y la Hermandad de Nuestro Padre Jesús Nazareno. Estos reciben el derecho a su ejecución por herencia, es decir, es una tradición que pasa de padres a hijos. Se desarrolla de manera que, mientras que el Párroco local realiza un pregón, los nazarenos del "Monte Calvario" desenclavan al Cristo Crucificado de Enrique Salas y los de "Nuestro Padre Jesús" lo depositan en "La Cama" (Santo Sepulcro). Tras acabar el acto la Cruz del Cristo Crucificado es preparada para desfilar en la Procesión del Santo Entierro (La Cruz Desnuda), mientras que "La Cama", queda así preparada para dicha procesión.
- Pregón

Cada año se realiza el Pregón de la Semana Santa por el pregonero al que le corresponda (elegido por el Cabildo Superior de Cofradías).
- Convivencia de jóvenes cofrades

Meses antes de la Semana Santa los miembros más jóvenes de las Cofradías se reúnen en el Polideportivo Municipal en una jornada dedicada al acercamiento más profundo de los mismos a la Semana Santa. En esta jornada se realizan todo tipo de juegos y actividades para que los niños y jóvenes cofrades se diviertan y se relacionen con chicos de otras Cofradías.